# Norbert Gstrein

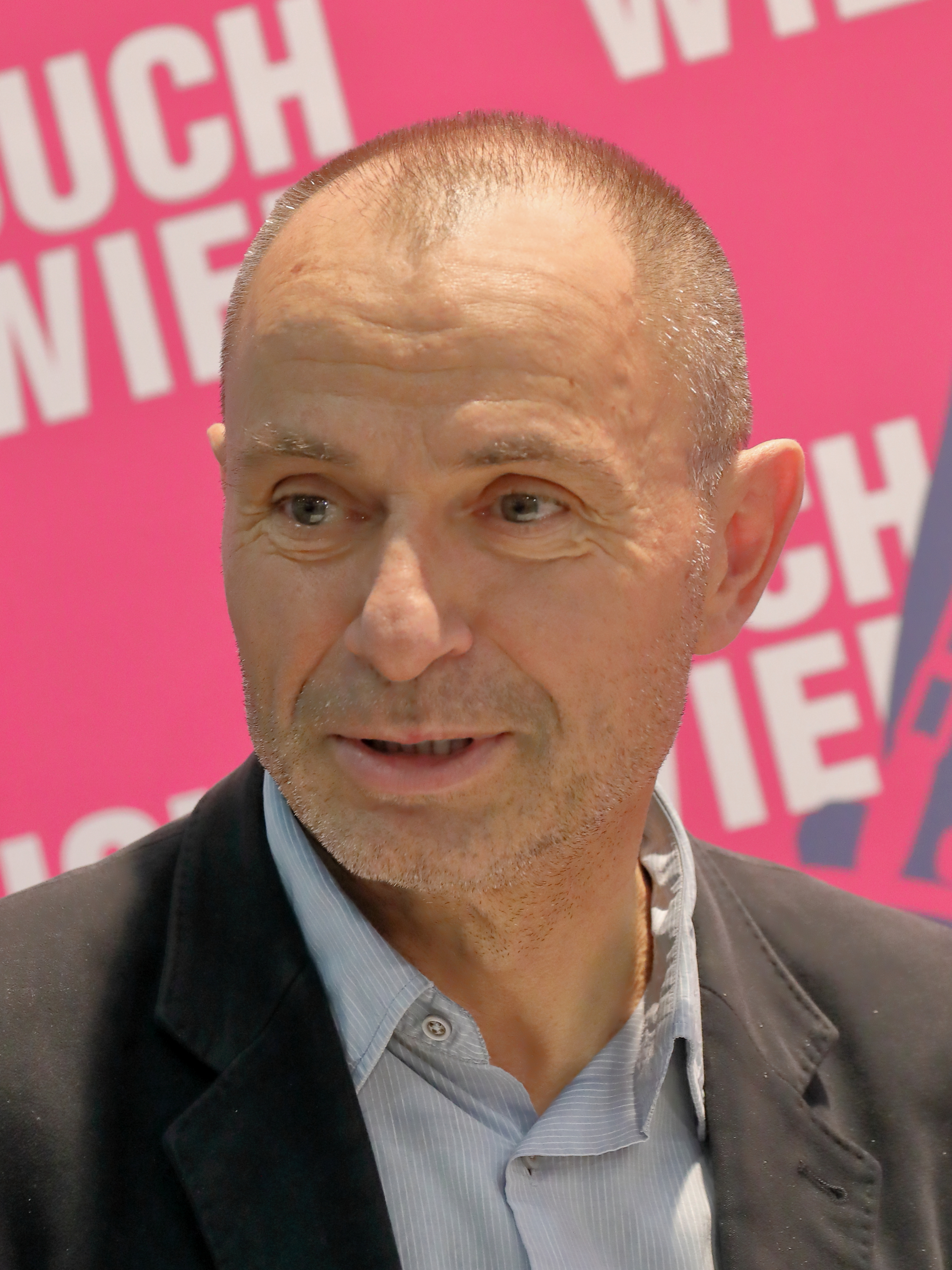
Norbert Gstrein

Norbert Gstrein (ur. 3 czerwca 1961 w Mils bei Imst, Tyrol) – austriacki pisarz.
Studiował matematykę w Innsbrucku. Uczęszczał na seminaria dotyczące filozofii języka w Stanford. Najważniejsze dzieła Gstreina to Einer oraz Angielskie lata.

## Dzieła
- Einer (1988)
- Anderntags (1989)
- Das Register (1992
- O2 (1993)
- Der Kommerzialrat (1995)
- Die englischen Jahre (1999)
- Selbstportrait mit einer Toten (2000)
- Das Handwerk des Tötens (2003)
- Wem gehört eine Geschichte? (2004)
- Die Winter im Süden (2008)
- Die ganze Wahrheit (2010)